# Blastus cochinchinensis
Blastus cochinchinensis är en tvåhjärtbladig växtart som beskrevs av João de Loureiro. Blastus cochinchinensis ingår i släktet Blastus och familjen Melastomataceae. Inga underarter finns listade i Catalogue of Life.

## Bildgalleri

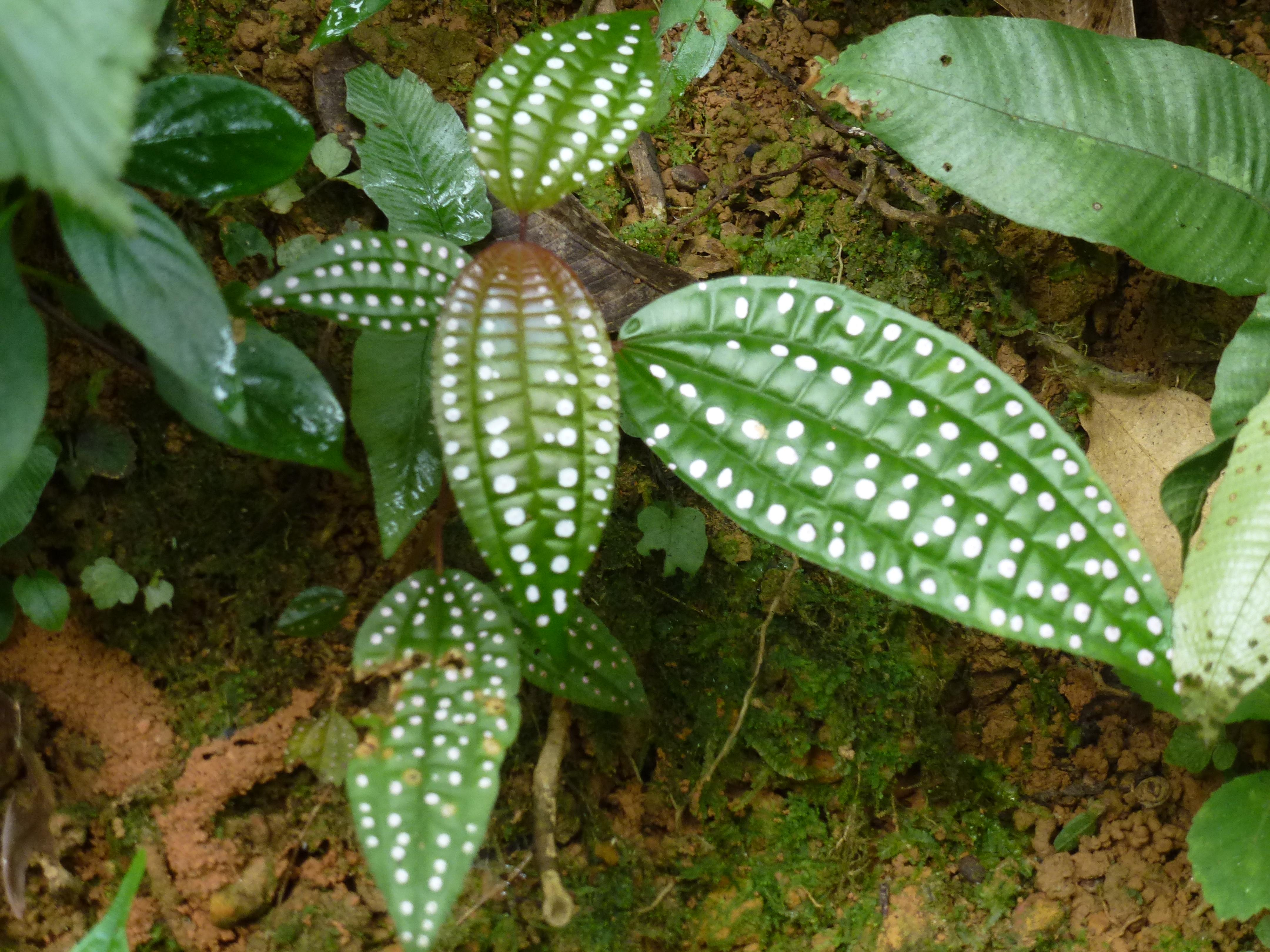
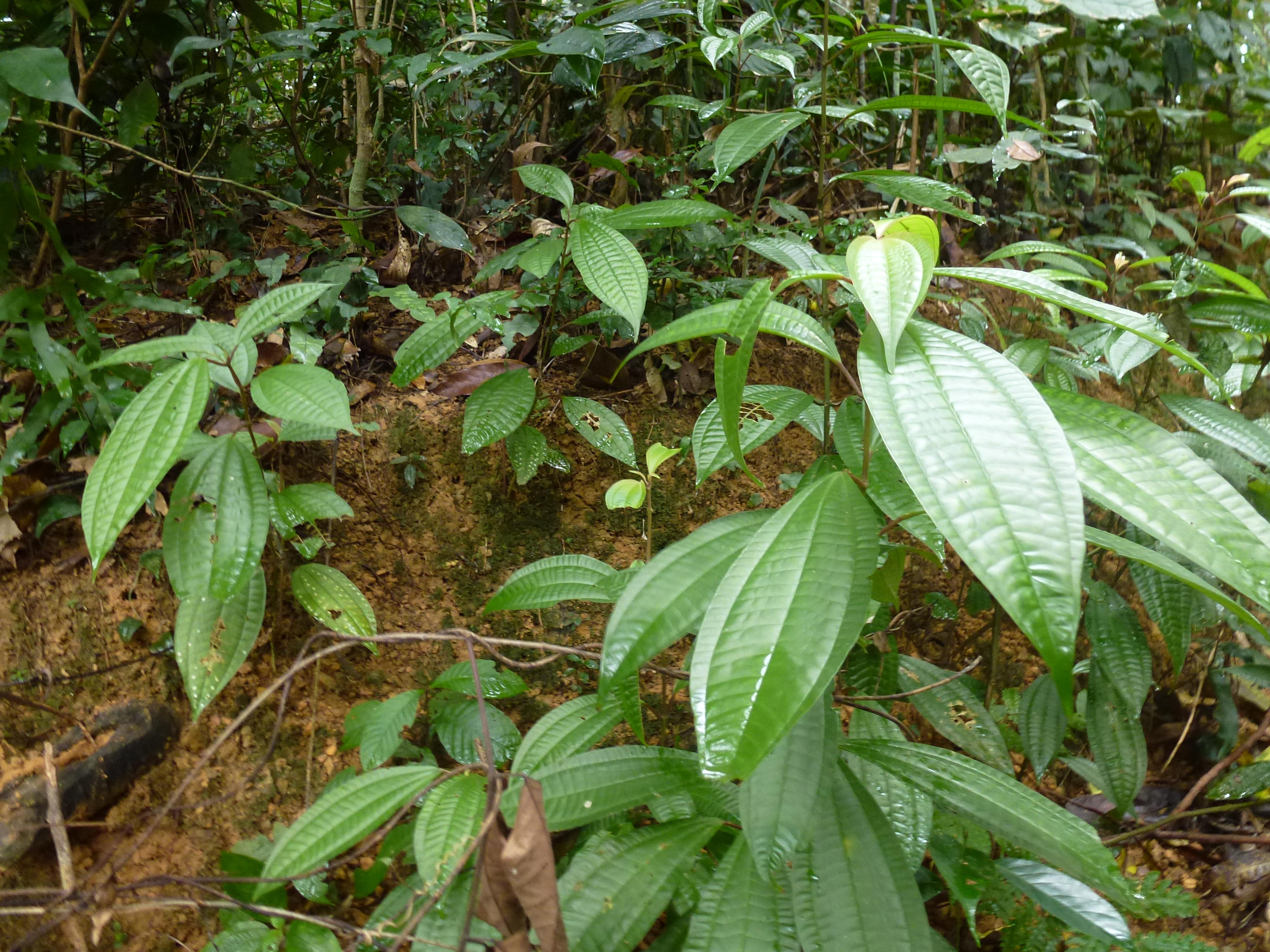
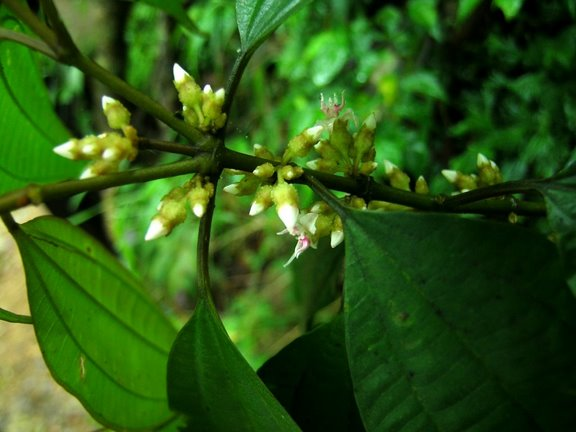
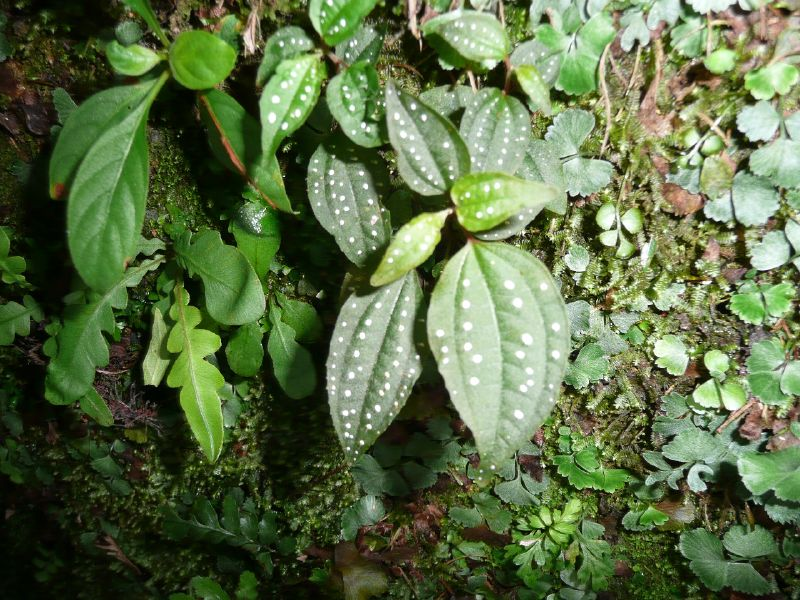
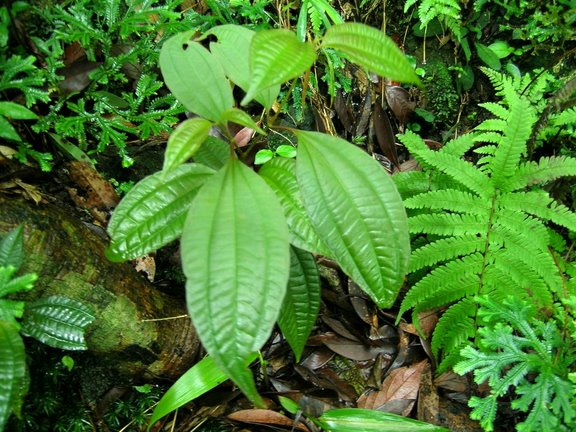